# Homem de vime

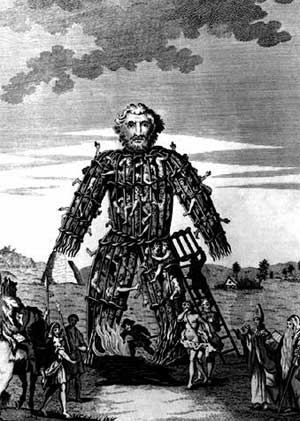
Ilustração do século XVIII do homem de vime.

Homem de vime (também chamado de homem de palha) era uma grande estátua de vime representando um ser humano usada por antigos druidas (sacerdotes do paganismo celta) para o sacrifício humano ao queimar a efígie, de acordo com relatos de Júlio César no seu Commentarii de Bello Gallico (Comentário sobre as Guerras da Gália). Em tempos modernos, a figura tem sido adotada por festivais como parte de algumas cerimônias temáticas neopagãs, sem o elemento do sacrifício humano ou animal.

## História
Enquanto outros escritores romanos da época, como Cícero, Suetônio, Lucano, Tácito e Plínio, o Velho, descreveram práticas de sacrifício humano entre os celtas, apenas Júlio César menciona o homem de vime como uma das muitas maneiras de os druidas da Gália realizarem tais sacrifícios. Apesar de não ter havido testemunhas oculares do ritual,[carece de fontes?] os relatórios de César indicam que alguns dos gauleses construíam as efígies de paus e colocavam homens vivos em seu interior, em seguida, ateavam fogo para prestar homenagem aos deuses. César escreve que, apesar de os druidas geralmente usarem ladrões e criminosos, conforme a vontade dos deuses, às vezes usavam homens inocentes, quando  delinquentes não podiam ser encontrados.
Um comentário medieval do século X chamado Commenta Bernensia, afirma que os homens eram queimados em um manequim de madeira em sacrifício a Taranis.
Enquanto alguns autores modernos, como Barry Cunliffe estejam convencidos de que os druidas praticavam sacrifícios humanos, outros questionam os relatos de César como uma repetição de rumores sensacionalista como propaganda para incentivar os seus apoiantes quando voltasse à Roma.

## Uso contemporâneo

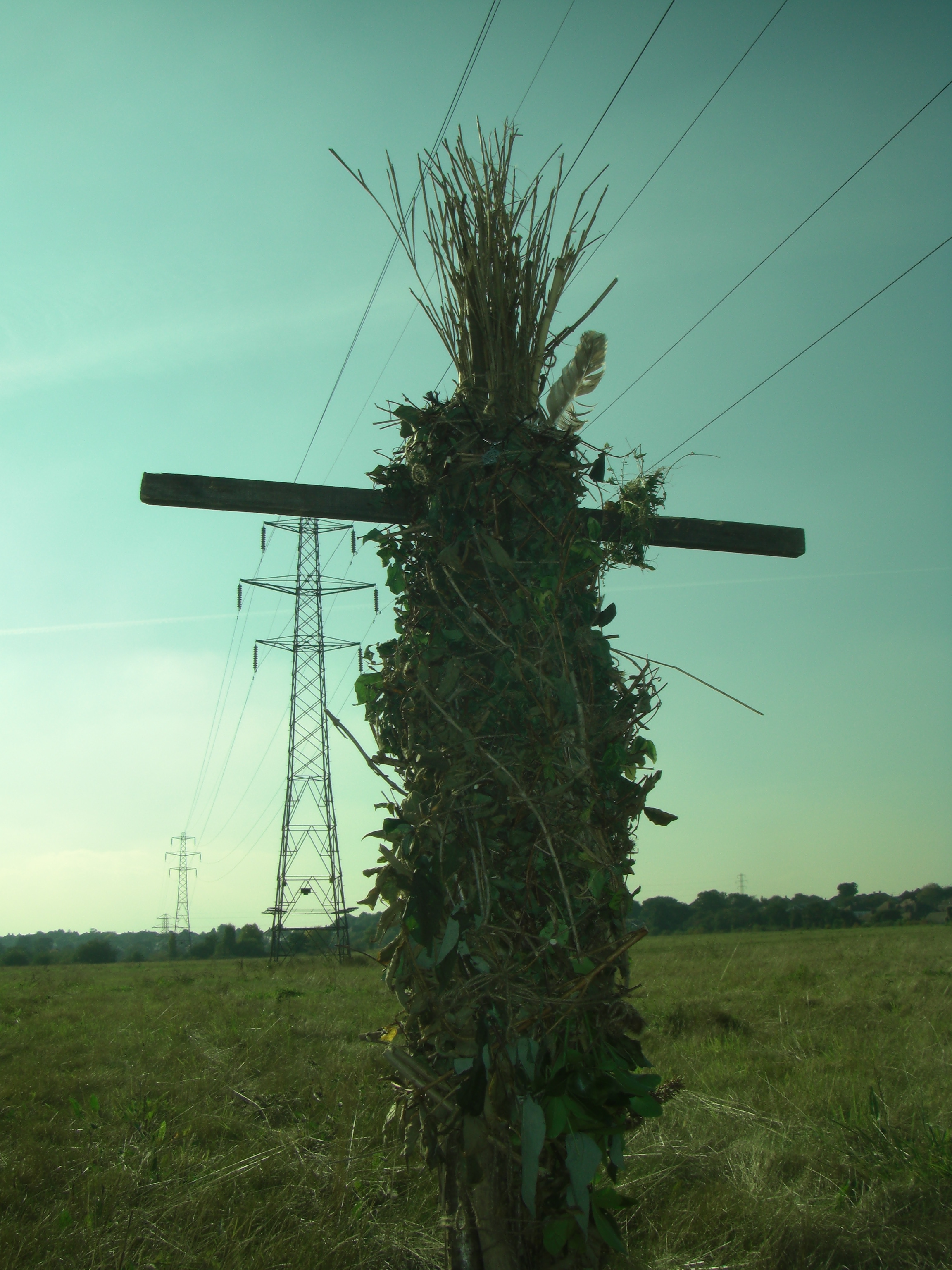
Um homem de vime neopagão no sudeste de Londres, Reino Unido.

No mundo moderno, os homens de vime são usados para vários eventos. Os mais notáveis deles são os usos por neopagãos celtas, embora também tenham sido utilizados como tema para arte performática e festivais de rock de música, canções e filmes.
Os homens de vime são incendiados durante algumas festividades neopagãs. Tipicamente, celtas neopagãos, neodruidas ou wiccanos são aqueles que usam tal tema em seus festivais, porque, ao contrário de outros grupos neopagãos, são inspirados ou seguem uma forma reconstruída do paganismo celta. Em outras ocasiões, neopagãos não queimam os homens de vime, mas mantêm-os como ídolos para a proteção, muitas vezes, fundindo-as com o Homem Verde. Homens de vime neopagãos variam de tamanho natural até enormes escultaras humanóides temporárias que são incendiadas durante uma festa, geralmente no final do evento. Eles são construídos com uma armação de madeira que é tecida com varas flexíveis, sendo o salgueiro frequentemente usado. Alguns homens de vime são extremamente complexos e exigem dias de construção. O Wickerman Festival é um festival anual de rock e um evento de dança de música que acontece em Kirkcudbrightshire, na Escócia, a sua principal característica é a queima de uma efígie de madeira grande na última noite.
Em 1973, um filme de horror britânico foi produzido e intitulado The Wicker Man, dirigido por Robin Hardy. O filme conta a história de um policial devoto cristão interpretado por Edward Woodward, que revela os segredos de um sinistro culto malévolo pagão em uma remota ilha escocesa. O final do filme envolve uma efígie do homem de vime. Um remake  estadunidense homônimo do filme produzido por Boaz Davidson e estrelado por Nicolas Cage foi lançado em 2006 com a história baseada em uma ilha particular em Puget Sound, Washington, Estados Unidos.
O palco para a turnê de 2000 Brave New World, dos Iron Maiden, contava com um grande homem de vime mecânico, como parte dos efeitos especiais como uma referência para sua canção "The Wicker Man", baseado no filme de 1973. Além disso, desde 1986, uma efígie de um homem é queimado na final do festival Burning Man.